# 216 (nombre)
Cet article concerne le nombre 216. Pour les années, voir 216 et 216 av. J.-C..
Le nombre 216 (deux cent seize) est l'entier naturel qui suit 215 et qui précède 217.

## En mathématiques
Deux cent seize est :
- 23 × 33 = 63 = 33 + 43 + 53, faisant de lui le plus petit cube qui est aussi la somme de trois nombres cubiques et le nombre de Platon,
- la somme de deux nombres premiers jumeaux (107 + 109),
- un nombre Harshad,
- un nombre intouchable,
- le produit des chiffres (et l'indicatrice d'Euler) du nombre 666[1].

## Dans d'autres domaines
- Deux cent seize est le nombre de couleurs dans la palette de couleur mode web-safe de Netscape.
- ISO 216 est le standard ISO pour le format des feuilles de papier.
- Le nombre 216 est lié à l'Apocalypse de Jean. Premièrement, 216 est le produit des chiffres de 666, le nombre de la Bête. Ensuite, un autre nombre mentionné dans l'Apocalypse de Jean est 144 000, le nombre des « serviteurs marqués du sceau divin » (Apocalypse 7:4-8). Or, de manière « étonnante », 144000 / 666 = 216,216 216 216 216…[réf. nécessaire].
- C'est peut-être également le nombre de Platon.
- Dans le film Pi, le nombre que Max trouve dans sa tentative de modélisation mathématique du marché boursier a 216 chiffres. Des juifs hassidiques rencontrés au café du coin affirment que ce nombre de 216 chiffres est le véritable nom de Dieu.